# 無路可走：輪盤賭
《無路可走：輪盤賭》（韓語：노 웨이 아웃：더 룰렛），為韓國OTT平台U+Mobiletv於2024年7月31日起推出的原創劇集，由STUDIO X+U與Twinfilm共同製作，電影《分秒幣爭》、《人生真美麗》的崔國熙與李河斌共同執導，《青春勿語》、《闇黑對決》的李銖真執筆劇本，趙震雄、劉宰明、金武烈、廉晶雅、成愉頻、許光漢、李光洙及金聖喆主演。Disney+於每週三同步上線兩集。

## 劇情
該劇環繞神秘的假面男以輪盤遊戲懸賞金額高達200億韓元的公開殺人委託案，而暗殺對象是一名即將出獄的重刑犯，欲殺人者和欲活命者為此展開激烈對決。

## 演員

### 主要演員
- 趙震雄 飾演 白仲植：奉命保護重刑犯金國浩卻陷入諷刺境遇的刑警[4]。
- 劉宰明 飾演 金國浩：服刑十三年出獄成為全國謀殺目標的重刑罪犯[5]。
- 金武烈 飾演 李尚奉：自稱為金國浩代言人的辯護律師兼法定代理人[6]。
- 廉晶雅 飾演 安明自：為挽救政治生涯不惜利用金國浩的呼山市市長[7]。
- 成愉頻 飾演 徐動夏：背負著殺人犯金國浩之子恥辱的天才小提琴家[8]。
- 許光漢 飾演 Mr. Smile：受僱於殺人懸賞委託而來到韓國的神秘殺手[9]。
- 李光洙 飾演 尹暢才：為奪回鉅額懸賞金試圖殺害金國浩的屠宰業者[10]。
- 金聖喆 飾演 成俊宇：對大型教會米甸之信徒產生影響力的年輕牧師[11]。

### 其他演員
- 玄奉植 飾演 林知弘：為十億韓元懸賞金不惜追殺尹暢才[12]。
- 朴修榮 飾演 元相勳：呼山警察署署長[13]。
- 朴寶京 飾演 許恩淑：呼山警察署警備科長[14]。
- 劉成柱 飾演 張秀昌：呼山警察署刑事二組組長[註 1]。
- 許棟元 飾演 金柱虎：呼山警察署刑事二組刑警[15]。
- 裴濟基 飾演 廣　逸：呼山警察署刑事二組刑警[註 2]。
- 南中逵 飾演 刑　警：呼山警察署刑事二組忙內刑警[註 3]。
- 禹正國 飾演 警　員：呼山警察署網路犯罪部門警員[註 4]。
- 吳宇里 飾演 朴恩情：呼山警察署大洲第二警察局巡警[16]。
- 孫汝恩 飾演 藝　恩：白仲植的妻子[17]。
- 崔明彬 飾演 白昭媚：白仲植的女兒[18]。
- 崔熙真 飾演 徐延柱：金國浩的妻子[19]。
- 安聖峰 飾演 律　師：徐延柱的律師[註 5]。
- 金潤河 飾演 林珉真：十五年前被金國浩性侵後殺害[註 5]。
- 安昭映 飾演 尹美玉：為替女兒林珉真報復試圖殺害金國浩[註 5]。
- 李東燦 飾演 李東奎：林珉真的父親[註 5]。
- 李泰英 飾演 奇　勳：為籌措伴侶的醫藥費試圖用炸彈殺害金國浩[註 6]。
- 林秀亨 飾演 兵　民：安明自最信任的輔佐官[20]。
- 朴亨洙 飾演 具錫煥：訊問安明自的檢察官[21]。
- 朴智一 飾演 李峰率：南韓國民黨主席[註 7]。
- 韓慧芝 飾演 廣逸妻：廣逸的妻子[註 8]。

## 製作

### 開發
2023年8月10日，該劇宣佈開始製作，是電影導演崔國熙首次執導的劇集，李善均、劉宰明、金武烈和李光洙確認演出，預計於同年10月開拍。同月23日，廉晶雅確認接受崔國熙的邀請加入演出陣容，二人曾在2022年參與電影的製作。9月26日，韓國媒體報導臺灣演員許光漢確認出演該劇，是其首次於韓國影視作品亮相。10月20日，韓國媒體報導飾演男主角的李善均涉嫌使用毒品，製作方於同月23日證實李善均退出劇組。同月31日，金聖喆確定出演該劇。11月19日，趙震雄確認飾演男主角。2024年3月21日，許棟元確認參與演出。同月23日，崔熙真確認參與演出。5月22日，成愉頻確認加入演出陣容。7月3日，崔明彬、林秀亨確認加入演出陣容。

### 拍攝
該劇的主體拍攝預定於2023年10月開始。李善均退出後，劇組表示拍攝日程不會推遲，除了男主角戲分外均依原定計畫進行。趙震雄確認出演後，其首次拍攝於11月23日開始進行。2024年3月31日全劇殺青。

## 發行
2024年5月22日宣布於同年7月在U+ Mobile TV正式上線，並發布正式劇名為《노 웨이 아웃：더 룰렛》。同年6月18日公開首波海報，並發布上線日期為7月31日。同月28日，發布首支預告。7月5日宣布於Disney+同步上線，並發布正式海報。同月12日發布正式預告及第二波海報。16日發布八位主演的角色海報。24日舉行記者發佈會。
劇集在播出前後受到關注與期待，其中演員許光漢的演出獲得許多好評和喜愛，最後一集中白仲植與Mr. Smile的劇情讓觀眾猜測第二季的可能性。製作公司STUDIO X+U表示正與綜合內容IP創業公司The Origin合作為角色「Mr. Smile」策劃與開發全新世界觀及故事的衍生IP，計劃在未來由動漫畫及多媒體製作公司Do7 Entertainment負責推出網路小說和網路漫畫，並以此擴展至音樂錄影帶、短片及遊戲等多樣化媒體。

## 迴響
劇集於U+Mobiletv上線首日在所有類型節目排行獲得冠軍，並為當日觀看次數最高的原創節目，其後成為該平臺總觀看次數排名第一的影集。另首日進入Kinolights今日熱門排行榜前三名，其後蟬聯8月第三、四週綜合內容排行第一名。此外上線首日亦進入南韓、臺灣、香港的Disney+每日排行前十名，其後於南韓、臺灣與香港登上每日排行第一名。Good Data Corporation公開的TV-OTT電視劇搜尋反應調查，分別於8月第1週劇集獲得第六名、8月第2週劇集持平第六名及出演者許光漢獲得第五名、8月第3週劇集獲得第十名及出演者許光漢獲得第二名。

## 分集列表
| 集數 | 標題               | 中文譯名     | 主要角色  | 上線日期      | 時長   |
| --- | ------------------ | ------------ | --------- | ------------- | ------ |
| 1 | 노 웨이 아웃       | 無路可走     | 白仲植    | 2024年7月31日 | 60分鐘 |
| 呼山警察署刑警白仲植面臨破產危機。他接獲被害重傷的尹暢才案件，在調查加害者住處時尋獲十億韓元，隨即將錢納為己有，之後他得知尹暢才為神秘假面男以輪盤遊戲懸賞追殺的首位受害者。接著假面男轉動輪盤選中以200億韓元公開懸賞殺害即將出獄的重刑犯金國浩。                                                                            |                    |              |           |               |        |
| 2 | 홈커밍             | 返家         | 金國浩    | 2024年7月31日 | 55分鐘 |
| 重刑犯金國浩在十五年前犯下多起令人髮指的性侵殺人案被判刑入獄。時隔十三年他獲緩刑出獄，爆發全國人民及被害者家屬群起抗議，為獲得200億韓元欲取其性命者伺機而動，而白仲植被迫受命保護他。當年被金國浩性侵殺害的被害者母親，在得知其出獄後策謀報復。                                                                              |                    |              |           |               |        |
| 3 | 패전처리 투수      | 敗戰投手     | 李尚奉    | 2024年8月7日  | 53分鐘 |
| 律師李尚奉在接連遭逢辯護和生意的失敗後接受一筆交易，目標是阻止安明自連任呼山市市長，為此他決定站在她的對立面，主動擔任金國浩的辯護律師。一名男子製作炸藥計畫殺害金國浩獲得懸賞金，並在聚集大批抗議群眾和警察的金國浩家門前引爆。                                                                                             |                    |              |           |               |        |
| 4 | 출구 전략          | 出口戰略     | 安明自    | 2024年8月7日  | 51分鐘 |
| 呼山市市長安明自在連任選舉前夕陷入貪污爭議，為挽救岌岌可危的政治生涯，她提出條件與金國浩談判，要求其搬離呼山市，利用高度話題拉攏民心。警方查出假面男的藏身之處，他們卻在轉動現場的輪盤後發現殺人遊戲的詭異之處。 |                    |              |           |               |        |
| 5 | Boys Be...         | 男生將...    | 徐動夏    | 2024年8月14日 | 48分鐘 |
| 小提琴家徐動夏在音樂大賽中獲獎，並將到維也納留學，然而他因無法擺脫「金國浩之子」的標籤深陷於痛苦之中。尹暢才為搶回被白仲植偷走的懸賞金，綁架他的女兒昭媚要求換來金國浩。徐動夏前往探望父親金國浩趁機襲擊，而其母親徐延柱為了保護兒子不惜手刃丈夫。                                                                           |                    |              |           |               |        |
| 6 | 미스터 스마일      | 微笑先生     | Mr. Smile | 2024年8月14日 | 49分鐘 |
| 殺手Mr. Smile接受安明自的委託來到韓國刺殺金國浩，他先威脅律師李尚奉交出物證後將其迷昏，之後潛入醫院將金國浩綁票。安明自前往與Mr. Smile會面，她趁機對其槍擊，金國浩趁她鬆懈時脫困，之後他與Mr. Smile搏鬥後逃離現場，Mr. Smile在其逃走後與神秘人物通話。                                                                       |                    |              |           |               |        |
| 7 | 도살               | 屠殺         | 尹暢才    | 2024年8月21日 | 51分鐘 |
| 尹暢才為獲得200億韓元，要脅白仲植帶來金國浩換回其女兒昭媚，白仲植用盡一切手段將住院的金國浩載到指定地點，尹暢才隨即失約綁走金國浩，卻在對方甦醒後被反殺。徐動夏為了入獄的母親放棄留學的機會，決定親手結束一切，於是被牧師成俊宇慫恿聯手殺害金國浩。                                                                          |                    |              |           |               |        |
| 8 | The Unholy Maestro | 邪惡的指揮家 | 成俊宇    | 2024年8月21日 | 53分鐘 |
| 米甸教會牧師成俊宇深受信徒的尊敬與信賴，背後卻隱藏著不為人知的故事。他兒時目睹母親被牧師性侵致死，因此以輪盤遊戲懲戒社會上罪犯的漏網之魚。他將逃跑昏倒的金國浩綁票後公開座標，引來各方人馬追殺，最終白仲植為救徐動夏將金國浩槍殺致死。數個月後白仲植追查冒名身份隱匿的假面男，卻被接受殺害假面男委託的殺手Mr.Smile威嚇停手。 |                    |              |           |               |        |

## 獎項
| 單位              | 日期          | 獎項       | 入圍者／作品 | 結果 | 參     |
| ----------------- | ------------- | ---------- | ------------ | ---- | ------ |
| 第6屆亞洲內容大獎 | 2024年10月6日 | 最佳男主角 | 趙震雄       | 提名 | [ 56 ] |
| 第6屆亞洲內容大獎 | 2024年10月6日 | 最佳男配角 | 李光洙       | 提名 | [ 56 ] |

## 外部連結
- 官方网站
- NAVER上《無路可走：輪盤賭》的資料
- Daum上《無路可走：輪盤賭》的資料
- 《無路可走：輪盤賭》在HanCinema的页面（英文）